# Championnats des États-Unis d'athlétisme 2002
Navigation
Championnats 2001 Championnats 2003
Les Championnats des États-Unis d'athlétisme 2002 ont eu lieu du 21 au 23 juin 2002 au Cobb Track & Angell Field de Palo Alto, en Californie.

## Résultats

### Hommes
| Event                       | Or                                  | Argent                              | Bronze                           |
| --------------------------- | ----------------------------------- | ----------------------------------- | -------------------------------- |
| 100 m Vent : +2.4 m/s       | Maurice Greene 9 s 88               | Jon Drummond 10 s 04                | J.J. Johnson 10 s 10             |
| 200 m Vent : +1.8 m/s       | Darvis Patton 20 s 31               | Bernard Williams 20 s 37            | Shawn Crawford 20 s 57           |
| 400 m                       | Angelo Taylor 45 s 00               | Antonio Pettigrew 45 s 17           | Leonard Byrd 45 s 28             |
| 800 m                       | David Krummenacker 1 min 47 s 24    | Khadevis Robinson 1 min 47 s 58     | Derrick Peterson 1 min 48 s 14   |
| 1 500 m                     | Seneca Lassiter 3 min 40 s 90       | Bryan Berryhill 3 min 40 s 98       | Ibrahim Aden 3 min 41 s 19       |
| 5 000 m                     | Alan Culpepper 13 min 27 s 52       | Mebrahtom Keflezighi 13 min 30 s 05 | Matt Lane 13 min 30 s 58         |
| 10 000 m                    | Mebrahtom Keflezighi 27 min 41 s 68 | Abdi Abdirahman 27 min 42 s 83      | Alan Culpepper 27 min 48 s 09    |
| 3 000 m steeple             | Anthoney Famiglietti 8 min 19 s 07  | Steve Slattery 8 min 23 s 44        | Tim Broe 8 min 23.61             |
| 20 km marche                | Tim Seaman 1 h 26 min 40 s 36       | Albert Heppner 1 h 27 min 56 s 46   | Kevin Eastler 1 h 28 min 35 s 67 |
| 110 m haies Vent : +0.1 m/s | Allen Johnson 13 s 08               | Terrence Trammell 13 s 17           | Larry Wade 13 s 18               |
| 400 m haies                 | James Carter 48 s 12                | Joey Woody 48 s 52                  | Eric Thomas 49 s 72              |
| Saut en hauteur             | Nathan Leeper 2,32 m                | Charles Clinger 2,29 m              | Matt Hemingway 2,29 m            |
| Saut à la perche            | Jeff Hartwig 5,84 m                 | Timothy Mack 5,74 m                 | Nicholas Hysong 5,74 m           |
| Saut en longueur            | Savante Stringfellow 8,52 m         | Miguel Pate 8,45 m                  | Dwight Phillips 8,25 m (w)       |
| Triple saut                 | Walter Davis 17,59 m                | Tim Rusan 17,30 m (w)               | LeVar Anderson 16,74 m (w)       |
| Lancer du poids             | Adam Nelson 22,22 m                 | John Godina 21,91 m                 | Kevin Toth 21,53 m               |
| Lancer du disque            | Adam Setliff 63,74 m                | John Godina 63,18 m                 | Ian Waltz 62,26 m                |
| Lancer du marteau           | Lance Deal 74,49 m                  | John McEwen 74,18 m                 | Kevin McMahon 73,65 m            |
| Lancer du javelot           | Breaux Greer 81,78 m                | Latrell Frederick 77,91 m           | Christopher Clever 75,86 m       |
| Décathlon                   | Tom Pappas 8 398 pts                | Bryan Clay 8 230 pts                | Phillip McMullen 7 934 pts       |

### Femmes
| Event                       | Or                              | Argent                            | Bronze                           |
| --------------------------- | ------------------------------- | --------------------------------- | -------------------------------- |
| 100 m Vent : -1,0 m/s       | Marion Jones 11 s 01            | Chryste Gaines 11 s 05            | Torri Edwards 11 s 28            |
| 200 m Vent : +0,1 m/s       | Marion Jones 22 s 35            | Stephanie Durst 23 s 14           | Muna Lee 23 s 16                 |
| 400 m                       | Jearl Miles Clark 50 s 91       | Michelle Collins 51 s 20          | Monique Hennagan 51 s 34         |
| 800 m                       | Nicole Teter 1 min 58 s 83      | Jennifer Toomey 2 min 02 s 11     | Sasha Spencer 2 min 02 s 34      |
| 1 500 m                     | Regina Jacobs 4 min 09 s 57     | Suzy Favor-Hamilton 4 min 11 s 31 | Sarah Schwald 4 min 11 s 40      |
| 5 000 m                     | Marla Runyan 15 min 07 s 19     | Deena Drossin 15 min 13 s 93      | Carrie Tollefson 15 min 21 s 37  |
| 10 000 m                    | Jen Rhines 31 min 57 s 38       | Milena Glusac 32 min 15 s 09      | Katie McGregor 32 min 17 s 49    |
| 100 m haies Vent : -0,5 m/s | Gail Devers 12 s 51             | Miesha McKelvy 12 s 60            | Anjanette Kirkland 12 s 85       |
| 400 m haies                 | Sandra Glover 55 s 22           | Meghan Addy 57 s 28               | Brenda Taylor 57 s 62            |
| 3 000 m steeple             | Elizabeth Jackson 9 min 47 s 35 | Lisa Nye 9 min 52 s 61            | Lisa Aguilera 9 min 59 s 66      |
| 20 km marche                | Joanne Dow 1 h 34 min 46 s 52   | Teresa Vaill 1 h 34 min 53 s 46   | Amber Antonia 1 h 35 min 59 s 44 |
| Saut en hauteur             | Tisha Waller 1,96 m             | Gwen Wentland 1,93 m              | Amy Acuff 1,90 m                 |
| Saut à la perche            | Stacy Dragila 4,65 m            | Mary Sauer 4,45 m                 | Melissa Mueller 4,40 m           |
| Saut en longueur            | Brianna Glenn 6,46 m            | Grace Upshaw 6,43 m               | Tiffany Greer 6,39 m             |
| Triple saut                 | Yuliana Perez 14,20 m (w)       | Vanitta Kinard 13,83 m            | Teresa Bundy 13,79 m (w)         |
| Lancer du poids             | Teri Steer 19,20 m              | Seilala Sua 18,51 m               | Kristin Heaston 17,59 m          |
| Lancer du disque            | Kris Kuehl 64,44 m              | Suzy Powell 62,57 m               | Aretha Hill 62,41 m              |
| Lancer du marteau           | Anna Mahon 70,27 m              | Dawn Ellerbe 67,19 m              | Jamine Moton 65,84 m             |
| Lancer du javelot           | Serene Ross 60,06 m             | Kim Kreiner 57,93 m               | Erica Wheeler 54,97 m            |
| Heptathlon                  | Shelia Burrell 6 299 pts        | DeDee Nathan 5 995 pts            | Kim Schiemenz 5 840 pts          |